# Peperomia cladara
Peperomia cladara är en pepparväxtart som beskrevs av Truman George Yuncker. Peperomia cladara ingår i släktet peperomior, och familjen pepparväxter. Inga underarter finns listade i Catalogue of Life.